# 蔡锷故居
蔡锷故居位于湖南邵阳大祥区蔡锷乡蔡锷村（原湖南省宝庆府邵阳县亲睦乡蒋家冲 ），清光绪八年十一月初九日（1882年12月18日）蔡锷将军诞生在此，蔡锷当年在这里发蒙识字度过了童年生活。 2006年，蔡锷故居被国务院公布为第六批全国重点文物保护单位。2021年，蔡锷故里景区晋升为4A级旅游景区。

## 历史沿革
始建于清嘉庆年间，今构保留着清代同治-光绪时期的建筑特征，为悬山顶土砖、上盖小青瓦单层的普通农舍。故居坐南朝北，正房面阔三间，一间偏房为厨房，占地面积160平方米。正房面阔三间，明间为厅堂，两次间为卧室，总占地面积160平方米。在旁边的民居原被辟有蔡锷生平事迹陈列馆。
该房1950年倒塌，曾被辟为橘园。1991年按原貌修复，并将旁边的民居开辟为蔡锷生平事迹陈列馆。
2006年，蔡锷故居被国务院公布为第六批全国重点文物保护单位。2021年，蔡锷故里景区被评定为国家4A级旅游景区。

## 蔡锷简介
蔡锷(1882-1916)，原名艮寅，字松坡，湖南邵阳市大祥区人。近代著名政治家、军事家、民主革命家。 清光绪八年(1882年)十一月初九日，蔡锷诞生在湖南省宝庆府邵阳县亲睦乡一户贫苦农家(今邵阳市大祥区蔡锷乡)，他年少求学时忧国忧民、奋发图强；十三岁中秀才，十五岁入湖南时务学堂，师从谭嗣同、梁启超等；后立志流血报国，改名为锷，投笔从戎，远赴日本学习现代军事，寻求强国御辱之道。 1904年毕业于日本陆军士官学校，与蒋百里、张孝准并称“中国士官三杰”。归国后，先后在江西、湖南、广西、云南编练新军，整军经武，培养军事人才，为国防建设殚精竭虑。 1911年，他在云南响应武昌起义，发动和指挥了“重九起义”，推翻了清王朝在云南的统治。 1915年，袁世凯复辟帝制，他为四万万人争人格，救国于危难，在云南举义兴兵讨袁，抱病亲任护国军第一军总司令，与袁军顽强作战，最终迫使帝制取消。蔡锷以再造共和之功，被誉为护国军神。后因喉疾加剧，赴日就医，1916年11月8日逝世，年仅三十四岁。1917年4月，国葬于岳麓山蔡锷墓，为民国国葬第一人。

## 图集
- 故居全景
- 国保碑
- 将军门楼
- 护国军神塔
- 护国军神塔浮雕
- 枕头山俯瞰蔡锷故里景区